# هوم بود
هوم بود هو مكبر صوت ذكي تم تطويره من قبل شركة أبل وأعلنت عنه في 5 يونيو 2017 في مؤتمر آبل العالمي للمطورين، اجلت الشركة طرح الجهاز إلى عام 2018 حيث بدأت بتلقي الطلبات المسبقة للشراء في يناير 2018 وتم اطلاقه رسميا في الاسواق في 9 فبراير 2018، تم تصميمه ليتوافق مع اجهزة أبل الأخرى مثل ماك وآيفون وخدمات آبل مثل خدمة ابل ميوزك يحتوي الجهاز على 8 مكبرات صوت ويأتي بلونين الرمادي (Space Gray) والابيض، تم الإشادة بجودة الصوت في الجهاز وانتقد لارتفاع سعره، تقدر الوحدات المباعة من الجهاز بين 1-3 مليون.

## المواصفات
تم تصميم جهاز هوم بود بشكل اسطواني يحتوي على شاشة لمس صغيرة في الاعلى ويحتوي على 7 مكبرات صوت في قاعدته ومكبر صوت في الاعلى و 6 مايكروفونات لالتقاط الاوامر الصوتية بدقة ويستخدم معالج Apple A8 والذي استخدمته أبل في عدة اجهزة سابقة
يمكن استخدام سيري للتحكم بمكبر الصوت هوم بود واستخدامه لارسال الرسائل النصية والمكالمات الصوتية بواسطة آي فون كما يدعم المنصات التقنية الخاصة بشركة أبل مثل أبل ميوزك ومشتريات متجر آي تيونز وآي كلاود وأبل بودكاست وراديو Beats 1 (تم دمجه لاحقا مع ابل ميوزك) و AirPlay ، يتطلب جهاز يعمل بنظام iOS 11 أو احدث لاعداد الجهاز بشكل اولي ويمكن اعداده للعمل كمكبر صوت مع جهاز أبل تي في، هوم بود لا يدعم بشكل رسمي التسجيل الصوتي من اجهزة مرتبطة بالبلوتوث.
في سبتمبر 2018 ومع إصدار تحديث iOS 12 تم دعم AirPlay 2 والمتحدثين المتعديين multi-speaker والغرف المتعددة multi-room وميزة Find my iPhone واختصارات سيري وتمكين القدرة على استلام وعرض المكالمات الهاتفية من الجهاز مباشرة والبحث عن الاغاني باستخدام كلمات الاغنية.
مع تحديث iOS 13.4 تم تغيير نظام تشغيل الجهاز ليعتمد على نظام tvOS بدلا من  iOS

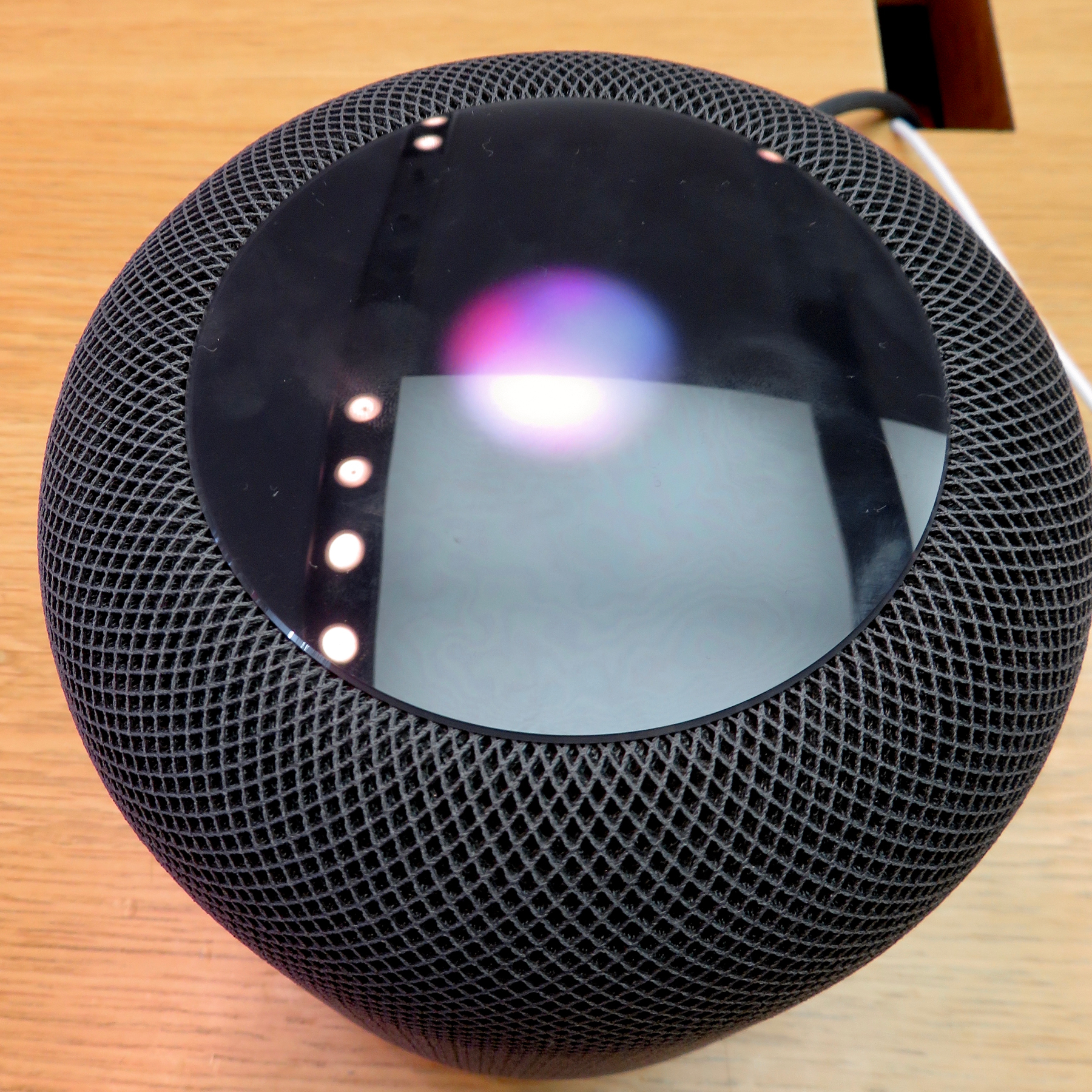
شاشة جهاز هوم بود

## استقبال الجهاز
تلقى هوم بود مراجعات متباينة. أثنت مراجعة من The Verge على نظام المعايرة الصوتية الأوتوماتيكي في هوم بود، وقالت أنه يبدو "أكثر ثراءً وملحوظًا بشكل ملحوظ" من المنافسين مثل Sonos One (يوصف بأنه يبدو "فارغًا قليلاً") و Google Home Max (الموصوف بأنه "الفوضى الثقيلة") ، ذكرت المراجعة من Ars Technica أن جودة الصوت في HomePod كانت "جيدة جدًا وغنية ومليئة بحجمها، أفضل من Sonos One ولكنها انتقدت سعر الجهاز وقالت لا يمكن ان يكون أكثر من 150 دولار.
انتقد الجهاز لعدم دعمه للمساعدات الشخصية من مطوري طرف ثالث مثل اليكسا و Google Assistant .

## المبيعات
قدرت Strategy Analytics مبيعات هوم بود ب 600 الف في الربع الأول من 2018 مما يجعل Apple رابع أفضل علامة تجارية مبيعًا للسماعات الذكية بعد Amazon وGoogle وعلي بابا (موقع)  مما يمنح Apple حصة سوقية تبلغ 6٪ في الصناعة. يمتلك هوم بود أيضًا 6٪ من حصة السوق في الولايات المتحدة وباع ما يقدر بـ 700000 وحدة حول العالم في الربع الثاني من عام 2018. حتى منتصف 2018 باعت أبل حوالي 3 ملايين وحدة

## هوم بود الجيل الثاني
توقع مختصون قيام أبل بطرح الجيل الثاني من هوم بود (هوم بود 2) في الربع الثاني من 2020 بثلاث فئات هوم بود ميني بسعر 99$ وهوم بود بسعر199$ وهوم بود ماكس بسعر 299$ مع تغييرات في التصميم وتحسينات في المواصفات والقدرات التقنية للجهاز.

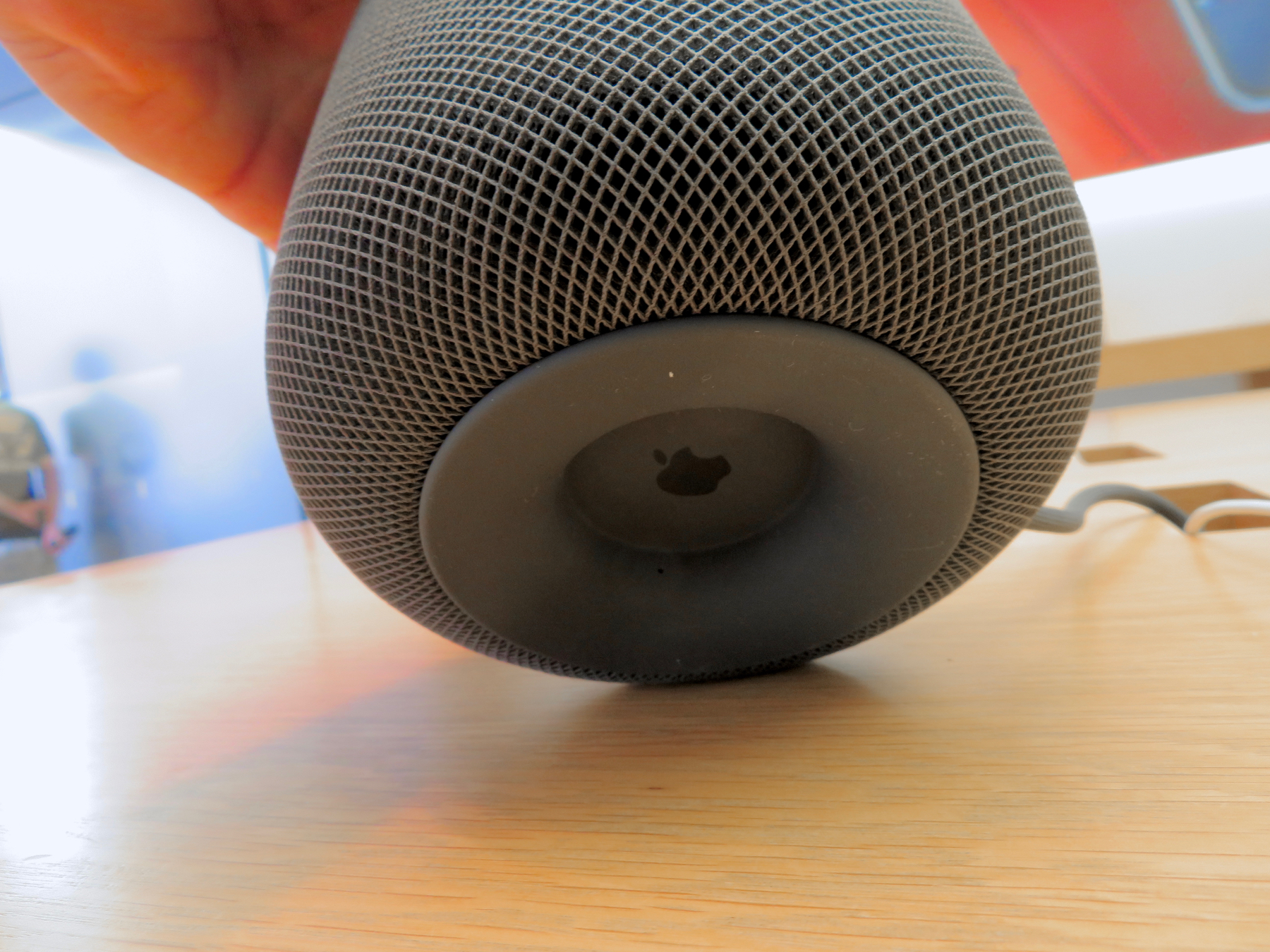
شعار ابل اسفل جهاز هوم بود

## وصلات خارجية
- الموقع الرسمي
- الإعلان الرسمي من شركة ابل